# She's Out
She's Out är en brittisk deckarserie som sändes 1995. Serien skapades av Lynda La Plante och är en uppföljare till Plantes TV-serie Änkorna.

## Rollista i urval
| - Ann Mitchell – Dolly Rawlins - Linda Marlowe – Ester Freeman - Maureen Sweeney – Gloria Radford - Anna Patrick – Julia Lawson - Zoe Heyes – Connie Stephens - Indra Ové – Angela Dunn | - Maggie McCarthy – Kathleen O'Reilly - Kate Williams – Audrey Withey - Adrian Rawlins – DS Mike Withey - Hugh Quarshie – DCI Ron Craigh - Richard Lintern – John Maynard |